# Ákos Vereckei
Ákos Vereckei, född den 26 augusti 1977 i Budapest, Ungern, är en ungersk kanotist.
Han tog OS-guld i K-4 1000 meter i samband med de olympiska kanottävlingarna 2000 i Sydney.
Han tog OS-guld igen på samma distans i samband med de olympiska kanottävlingarna 2004 i Aten.